# Ignacy Potocki
El Conde Ignacy Potocki (Biała Podlaska, Polonia, 28 de febrero de 1750-Viena, Imperio austríaco, 30 de agosto de 1809) fue un noble, escritor y político polaco. Director del Consejo Permanente entre 1778 y 1782 y gobernador del Gran Ducado de Lituania hasta 1794, Ignacy pertenecía a la adinerada familia de los Potocki, siendo propietario de las tierras circundantes a la ciudad de Kurów.
Ignacy Potocki fue una de las figuras políticas más importantes del siglo XVIII en Polonia, siendo un fiel defensor de los intereses del pueblo y del republicanismo, y oponiéndose a la monarquía absolutista establecida por Estanislao II Poniatowski. Durante la Gran Sejm fue dirigente del Partido Patriota y uno de los precursores de la reforma, llegando incluso a establecer una alianza con Prusia en 1790. También fue uno de los autores de la Constitución del 3 de mayo de 1791.

## Biografía

### Primeros años
El Conde Roman Ignacy Potocki nació en Radzyń, en Biała Podlaska (actual Polonia), el 28 de febrero de 1750, en el seno de la familia Potocki, uno de los linajes más adinerados e influyentes de Polonia. Era el hijo de Eustachy Potocki y Marianna Kątska y hermano de Jerzy Michał Potocki, Jan Nepomuceno Eryk Potocki y Stanisław Kostka Potocki. 
Estudió en Varsovia entre 1761 y 1765, aunque a partir de 1765 estudió teología y derecho en Roma. Sus padres querían que su hijo realizara el Sacramento del orden para convertirse en miembro del clero, pero Ignacy se negó a seguir este camino. Después de viajar por Italia y Alemania, regresó a Polonia alrededor de 1771. El 27 de diciembre de 1772 se casó con Elżbieta Lubomirska.

### Carrera política
Ignacy Potocki fue miembro de la Komisja Edukacji Narodowej, el primer Ministerio de Educación del mundo, entre 1772 y 1791. También dirigió la renovación de la Biblioteca Załuski y fundó la "Sociedad de Libros Elementales" (Towarzystwo do Ksiąg Elementarnych) en 1775. Estuvo involucrado en el desarrollo de numerosos proyectos, como el plan de estudios de la historia de Polonia. En 1781 apoyó el trabajo de Hugo Kołłątaj en la Universidad de Cracovia. Su implicación en todos estos proyectos educativos le valió el apodo de Bakałarz, traducido al español como "maestro".
El 29 de mayo de 1773 recibió el cargo de Secretario del Gran Ducado de Lituania, un puesto de bajo rango en comparación al de otros miembros de la familia. Al formar parte de la oposición del rey, rechazó la oportunidad de ser miembro del Consejo Permanente que le ofrecieron en marzo de 1774. El rey, fiel admirador de la obra de Potocki, trató de colocarlo de su parte presionando a los funcionarios de la Orden de San Estanislao a que le obsequiasen con la medalla. Potocki, indignado al descubrir que la medalla que acababa de obtener había sido gracias a un sabotaje del propio rey de Polonia Estanislao II Poniatowski, se convirtió en uno de los críticos y opositores contra el rey más importantes de la década de 1780.
En 1776 se fue a Moscú para discutir, sin éxito, el límite del poder del rey y el embajador ruso en Polonia, Otto Magnus von Stackelberg. Más tarde, Poniatowski se encargó de bloquear su elección como diputado del Sejm. Sin embargo, en 1778 consiguió la presidencia del Consejo Permanente, recibiendo la Orden del Águila Blanca. En 1779 Potocki se unió a la francmasonería, además de convertirse en el presidente del partido antimonárquico "Familia". En 1783 presenció la repentina muerte de su esposa. Durante un viaje a Italia y Francia, en su ausencia, fue nombrado Mariscal Corte de Lituania. 
Decepcionado por la falta de apoyo por parte del Imperio Ruso para realizar cualquier reforma en Polonia, cambió a favor de una alianza con el Reino de Prusia. Fue líder de la oposición (el Partido Patriota de Polonia) cuando comenzó el Gran Sejm en 1788. Lo que en un principio era nada más que una reforma en el gobierno, dio lugar a un mayor apoyo por parte del pueblo al republicanismo. En 1790, a través de la mediación de Scipione Piattoli, el rey y Potocki comenzado a trabajar en un proyecto que con el tiempo se convertiría en la Constitución del 3 de mayo de 1791, considerada la Constitución más antigua de Europa y la segunda más antigua del mundo tras la de los Estados Unidos.
El 17 de mayo de 1791 empezó a escalar en diferentes puestos dentro del gobierno, como el de Ministro de Guerra en marzo de 1792. El 4 de julio del mismo año renunció a su cargo tras una repentina depresión. Recibió la oferta de unirse a la Confederación de Targowica para recuperar la Libertad Dorada que permitía a la szlachta polaca poseer ciertos privilegios, los cuales habían sido abolidos en la Constitución.

### Últimos años

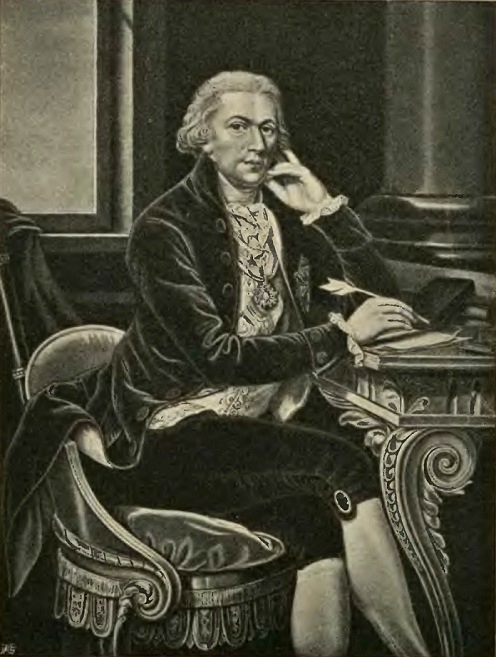
Grabado de Ignacy Potocki.

Después de la victoria de la Confederación de Targowica y la derogación de la Constitución del 3 de mayo, Potocki emigró de la Mancomunidad polaco-lituana, estableciéndose en Leipzig. Junto a Tadeusz Kosciuszko, propuso un plan para una alianza franco-polaca que permitiera levantarse contra el gobierno. También fue coautor junto a Hugo Kołłątaj de la obra "O ustanowienie i upadku Konstytucji Polskiej 3-go Maja" (en español: La aprobación y la caída de la Constitución polaca del 3 de mayo, 1793).
Potocki participó en los preparativos de la Insurrección de Kościuszko de 1794. A principios de abril dejó Leipzig y llegó a Cracovia. Tras la desastrosa campaña, fue encarcelado el 21 de diciembre de 1794 por las autoridades zaristas rusas. Fue expropiado de todas sus tierras, terminando completamente endeudado.
Tras la muerte de Catalina II de Rusia, Potocki se retiró a Kurów, en Galitzia. Estuvo trabajando en varios estudios históricos, publicando varios libros, traducciones y comentarios. También llegó a escribir algunos poemas, pero nunca llegaron a ser publicados. Volvió a ser encarcelado, esta vez por autoridades austríacas, entre 1798 y 1800. Después de que Napoleón Bonaparte estableciera el Gran Ducado de Varsovia, regresó a la capital, donde se unió en 1801 a la Sociedad Científica de Varsovia. Durante las negociaciones con Napoleón en Dresde contrajo diarrea grave y murió el 30 de agosto de 1809, siendo sepultado en el Palacio de Wilanów.